# ظربان مرقط قزم
الظربان المرقط القزم (الاسم العلمي: Spilogale pygmaea)، نوع من جنس الظربان المرقط وينتمي إلى فصيلة الظربان. إنهُ متوطن في المكسيك.